# جرالد دوبس
جرالد دوبس (انگلیسی: Gerald Dobbs؛ زادهٔ ۲۴ ژانویهٔ ۱۹۷۱) بازیکن فوتبال اهل بریتانیا است.
از باشگاه‌هایی که در آن بازی کرده‌است می‌توان به باشگاه فوتبال کورک سیتی، باشگاه فوتبال دوور اتلتیک، باشگاه فوتبال ویمبلدون، و باشگاه فوتبال کاردیف سیتی اشاره کرد.